# هيلانة من النمسا
هيلانة من النمسا (بالألمانية: Helena von Österreich)‏ (و. 1543 – 1574 م) هي راهبة نمساوية، ولدت في فيينا، توفيت عن عمر يناهز 31 عاماً.